# 中華民國重要古物
中華民國的重要古物 ，是指由中華民國文化資產（古物類）中央主管機關即行政院文化部依據《文化資產保存法》就國立古物保管機關（構）所列冊或由直轄市、縣（市）政府審查登錄之私有及地方政府機關（構）保管之各時代、各族群經人為加工具有文化意義之藝術作品、生活及儀禮器物及圖書文獻等，擇其價值較高者，審查指定並辦理公告，依珍貴稀有價值定為「重要古物」級之古物。「重要古物」價值僅次於「國寶」。

## 歷次公告日期

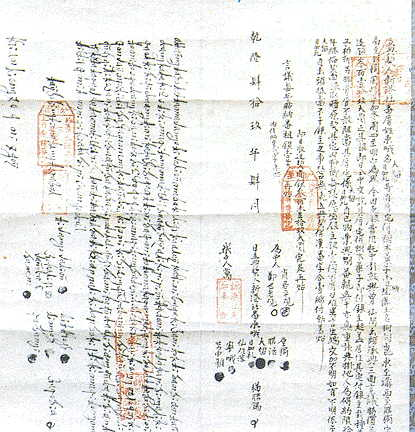
同時使用漢語和新港語書寫的新港文書，乾隆四十九年(1784)

| - 2006年 - 12月12日：1件； - 2008年 - 3月5日：1件； - 4月2日：26件； - 12月24日：8件； - 2009年 - 3月2日：1件； - 5月8日：39 組（64件）； - 6月30日：17組（23件）； - 7月21日：1件； - 9月14日：12件； | - 2010年 - 1月19日：11件； - 8月30日：10件； - 12月15日：17件； - 2011年 - 2月11日：10組件； - 4月22日：42件； - 9月19日：6件； - 9月28日：3件； - 11月30日：8件； - 12月6日：7件； | - 2012年 - 1月2日：1件； - 2月9日：1件； - 3月26日：52件； - 7月6日：4件； - 7月16日：1件； - 2015年 - 5月7日：3件。 |  |

## 重要古物名錄

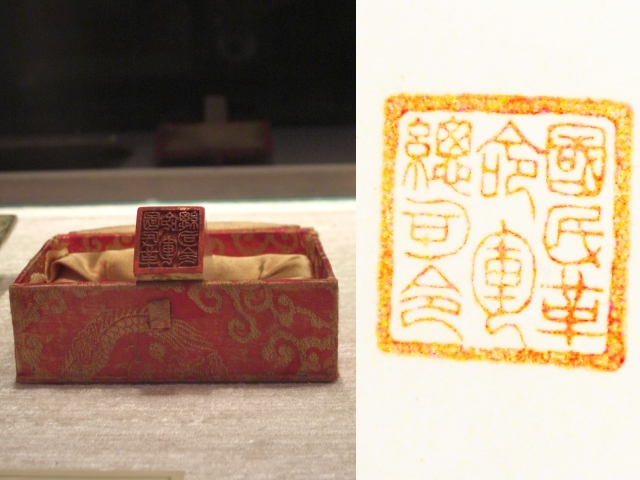
國民革命軍總司令印

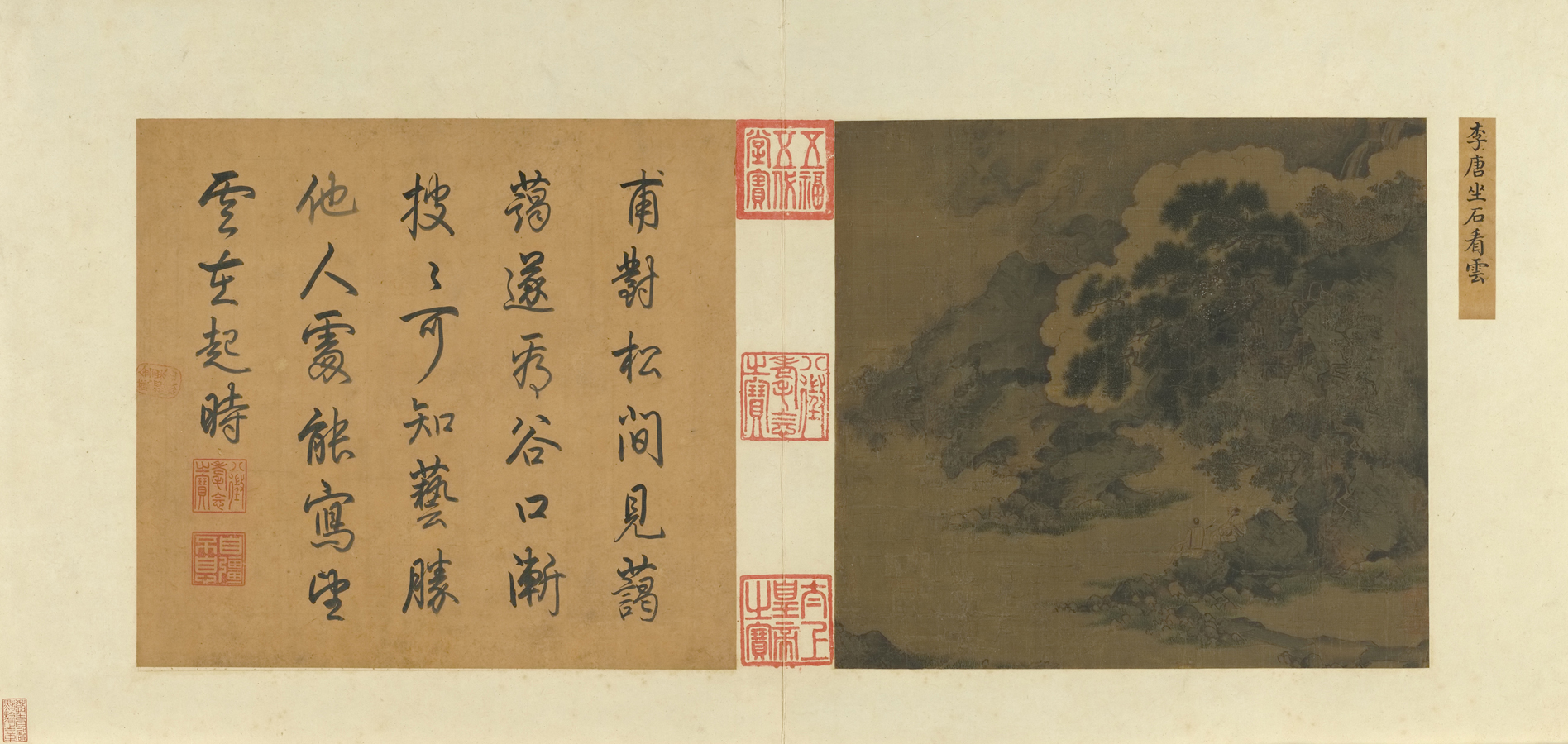
宋／李唐／坐石看雲

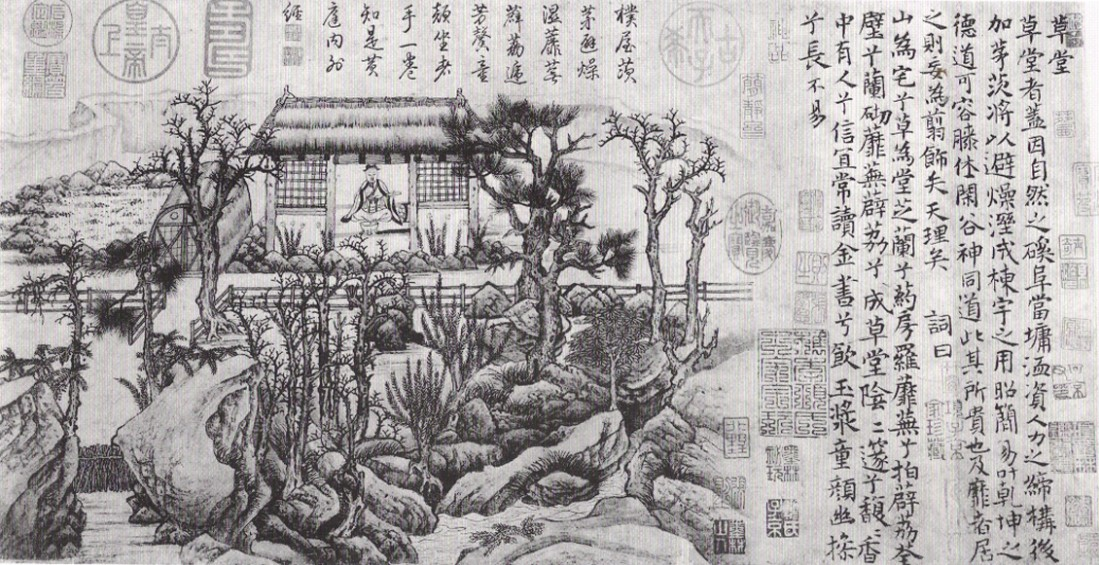
唐／盧鴻／草堂十志圖

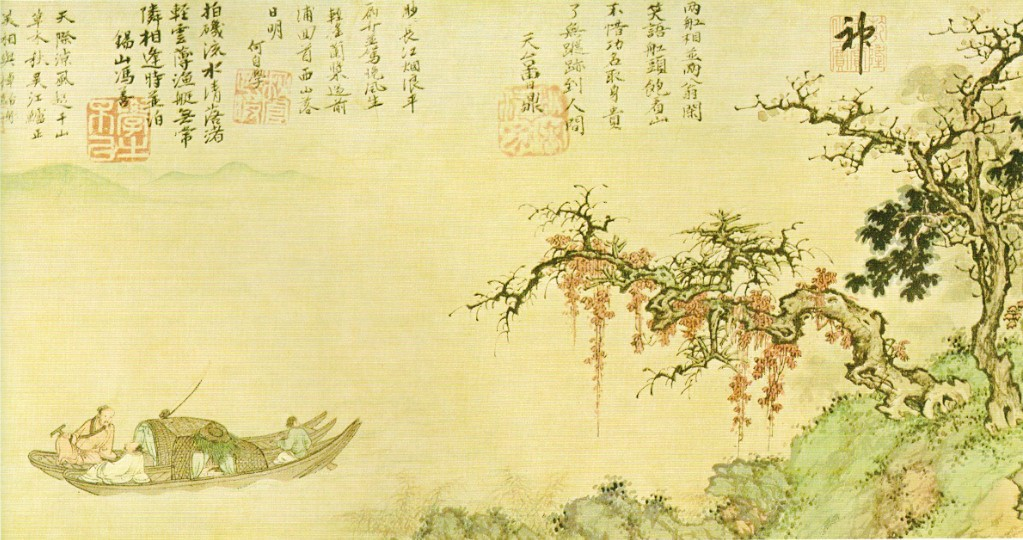
元／盛懋／江楓秋艇

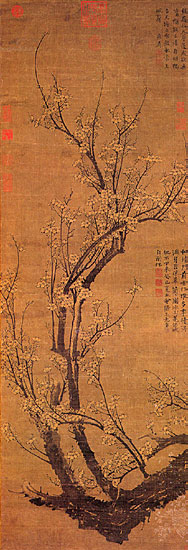
元／王冕／南枝春早

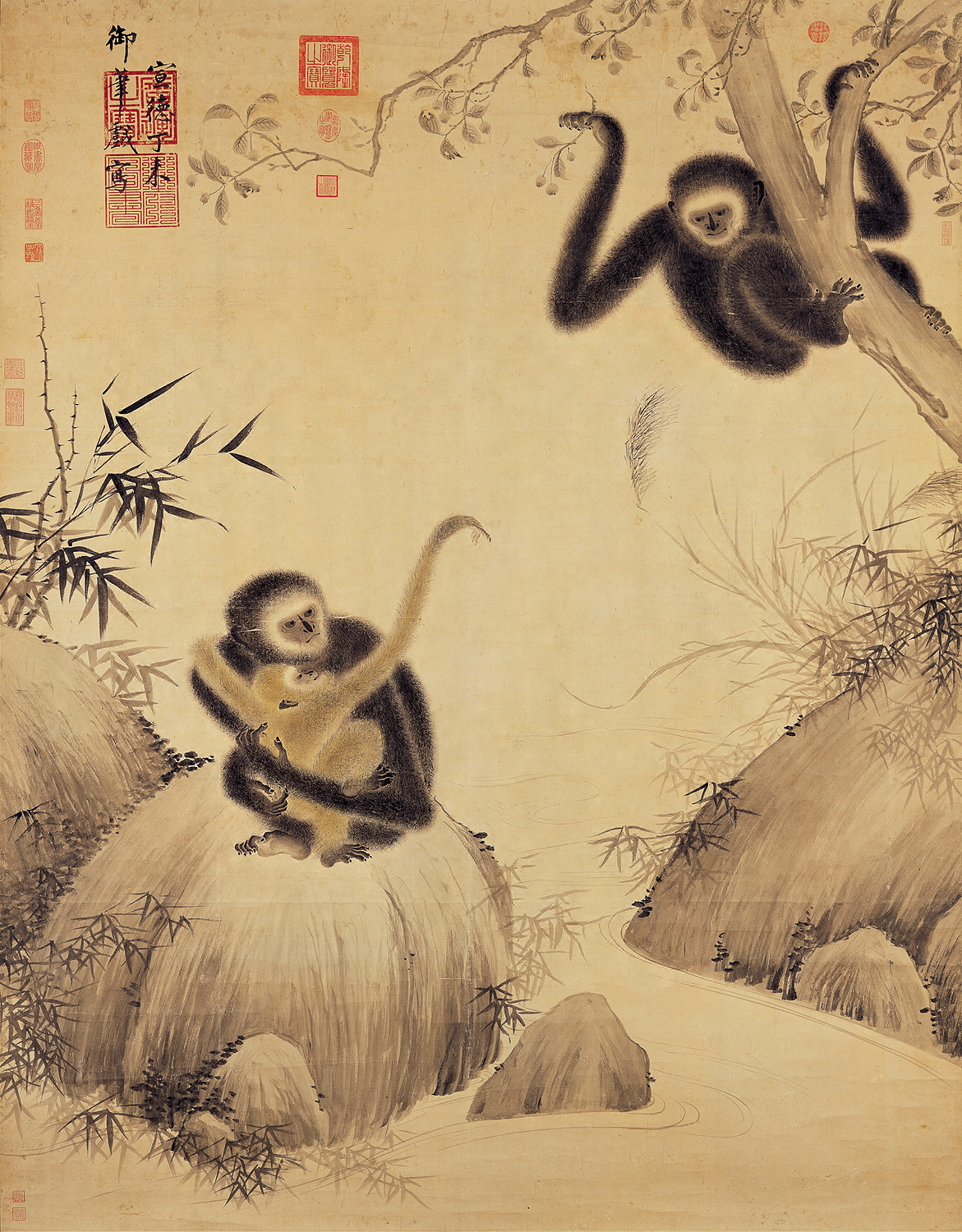
明宣宗／戲猿圖

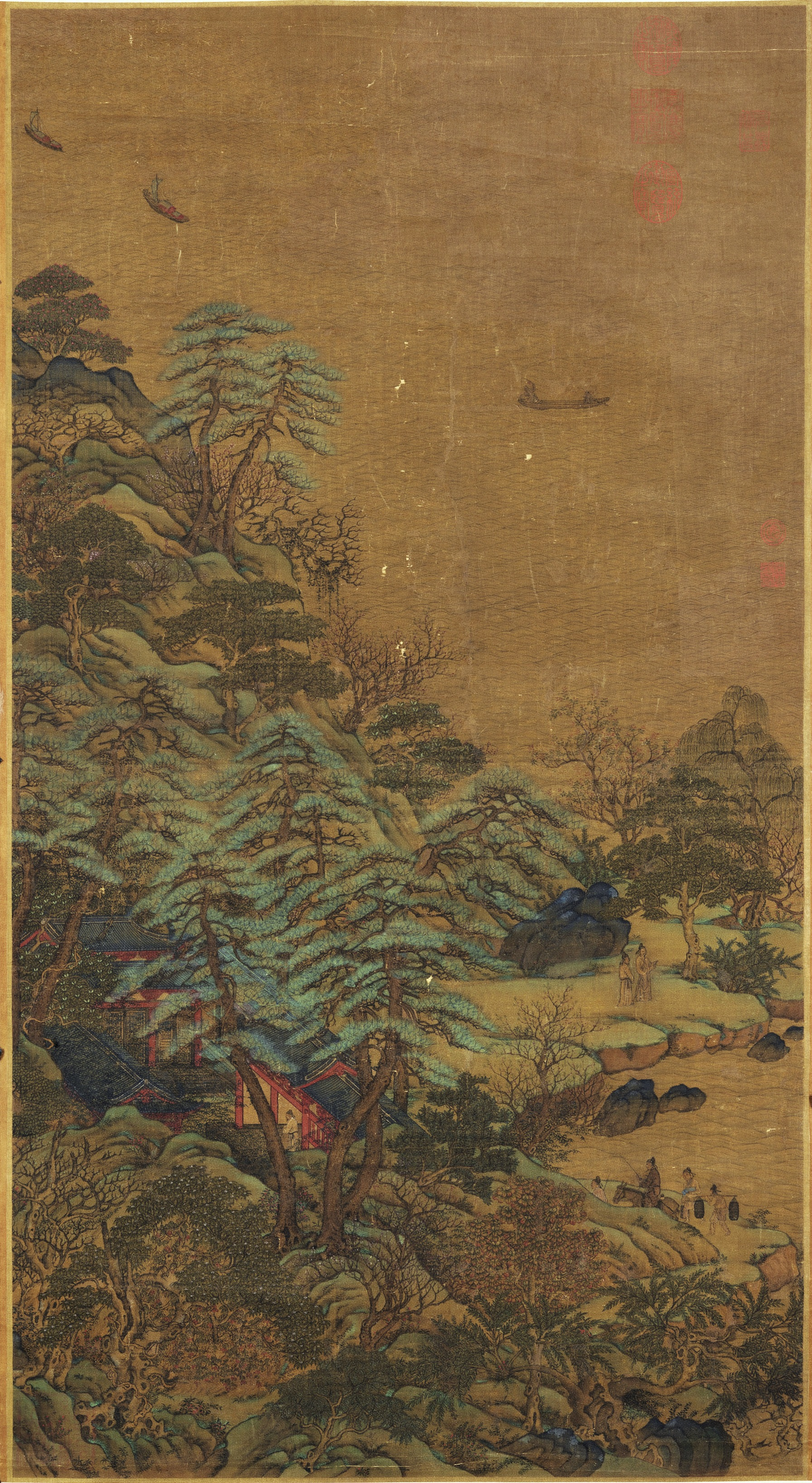
唐／李思訓／江帆樓閣

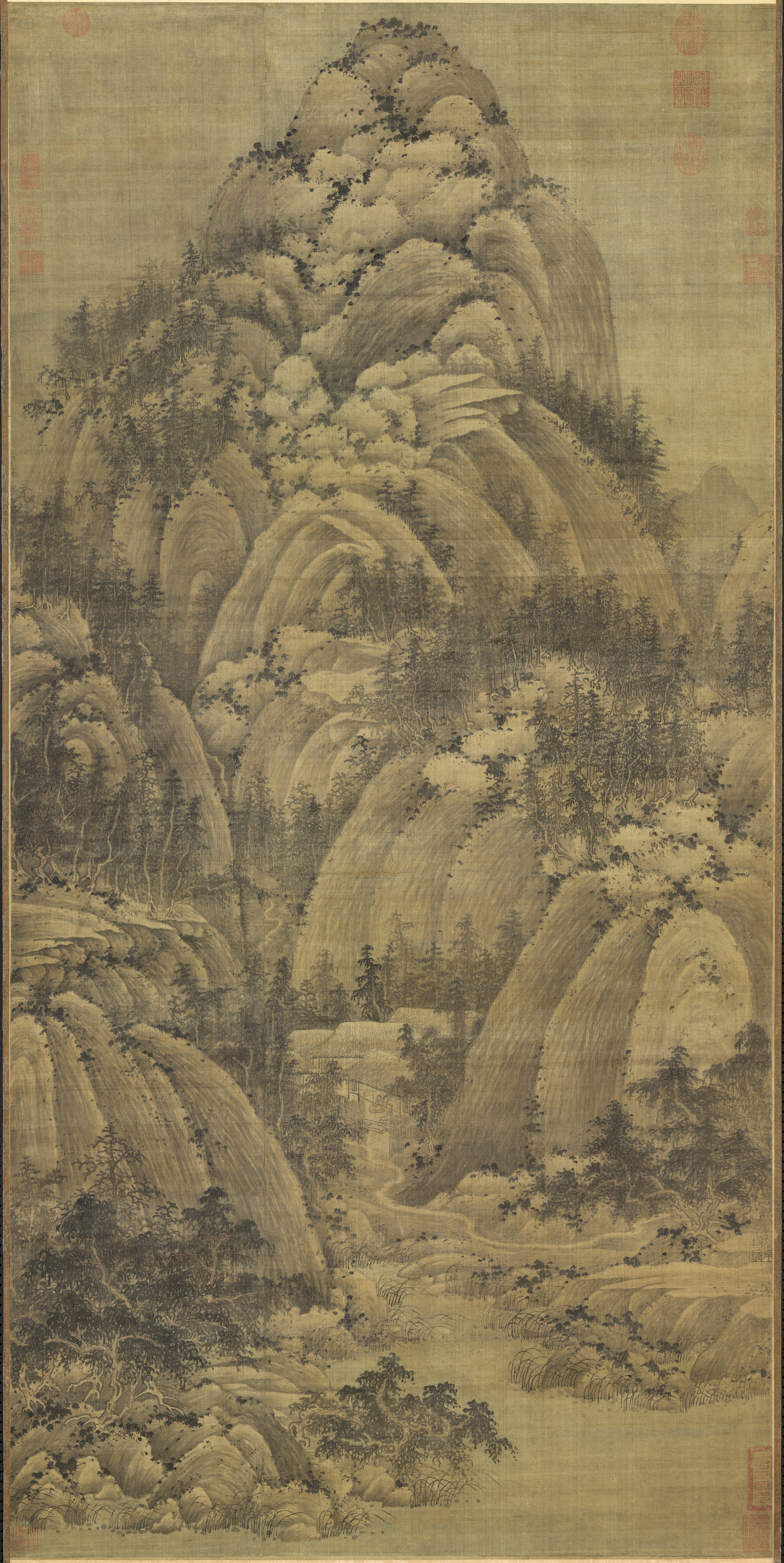
南唐／巨然／秋山問道圖

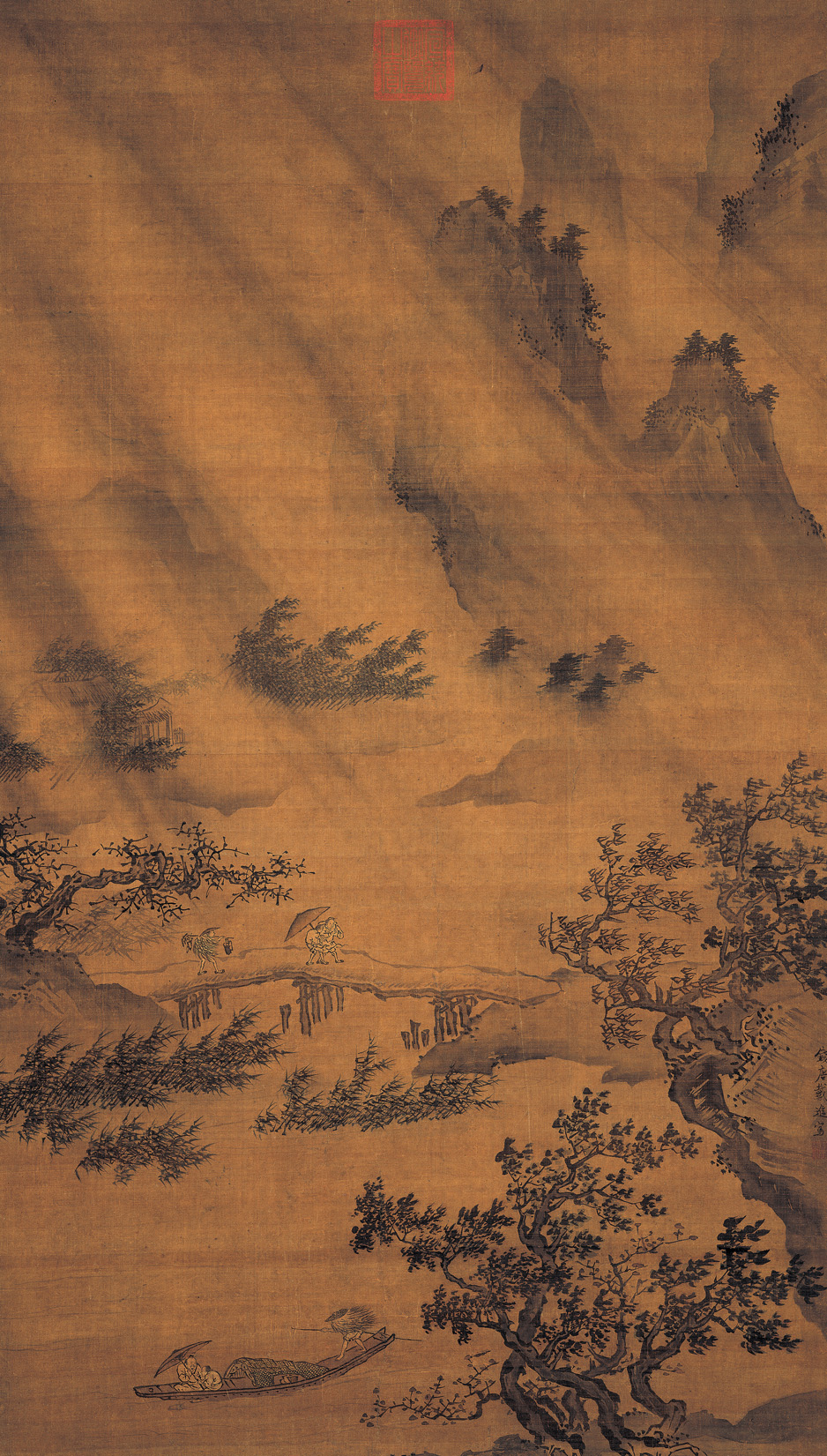
明／戴進／風雨歸舟

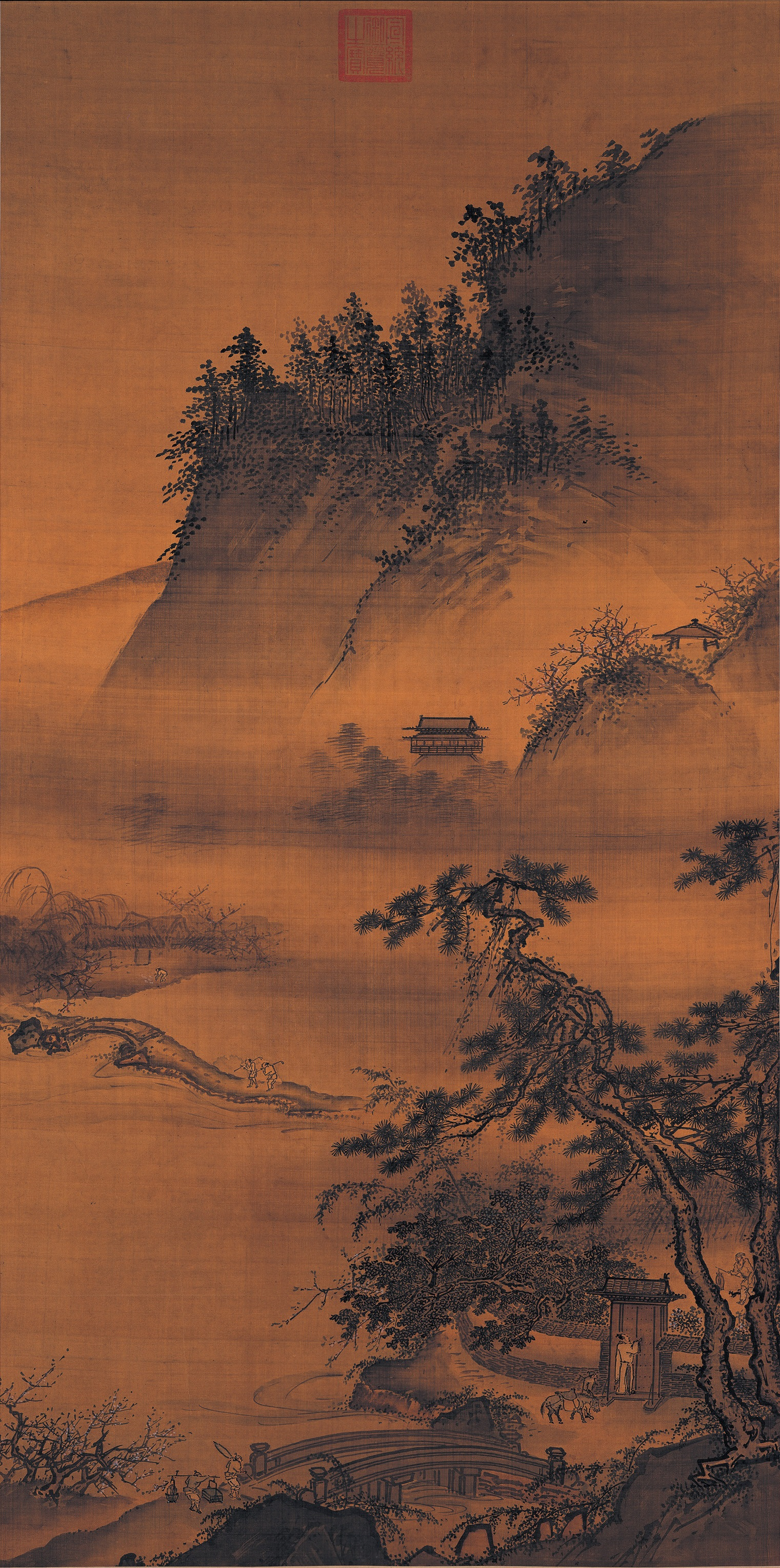
明／戴進／春遊晚歸

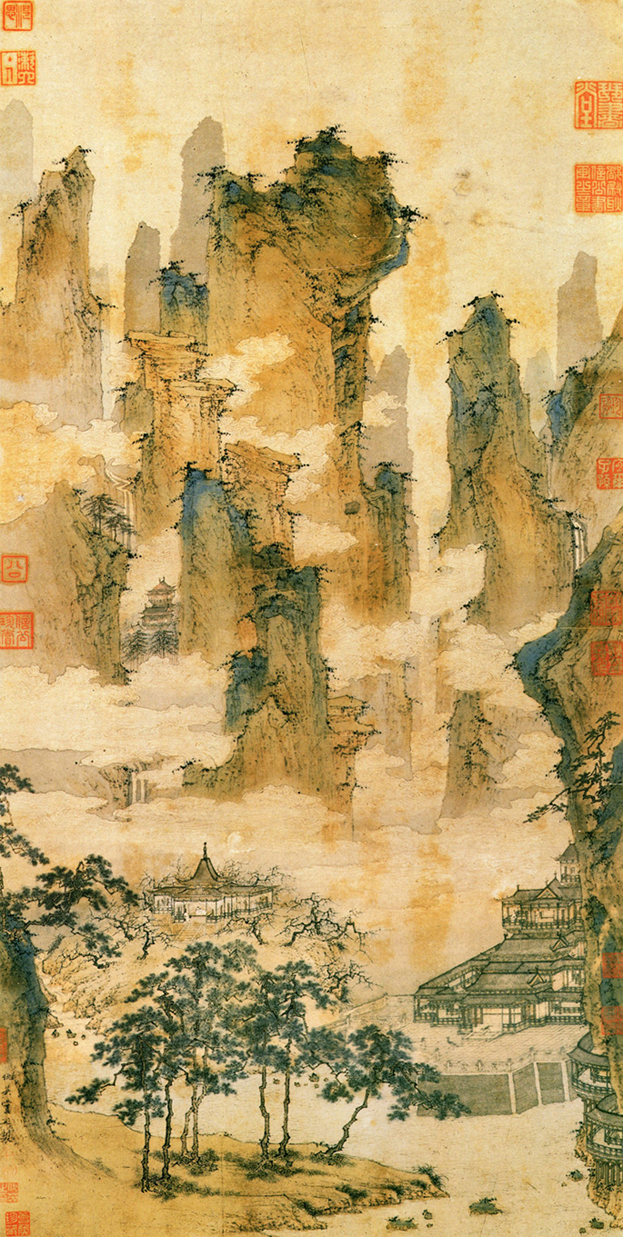
明／仇英／仙山樓閣圖

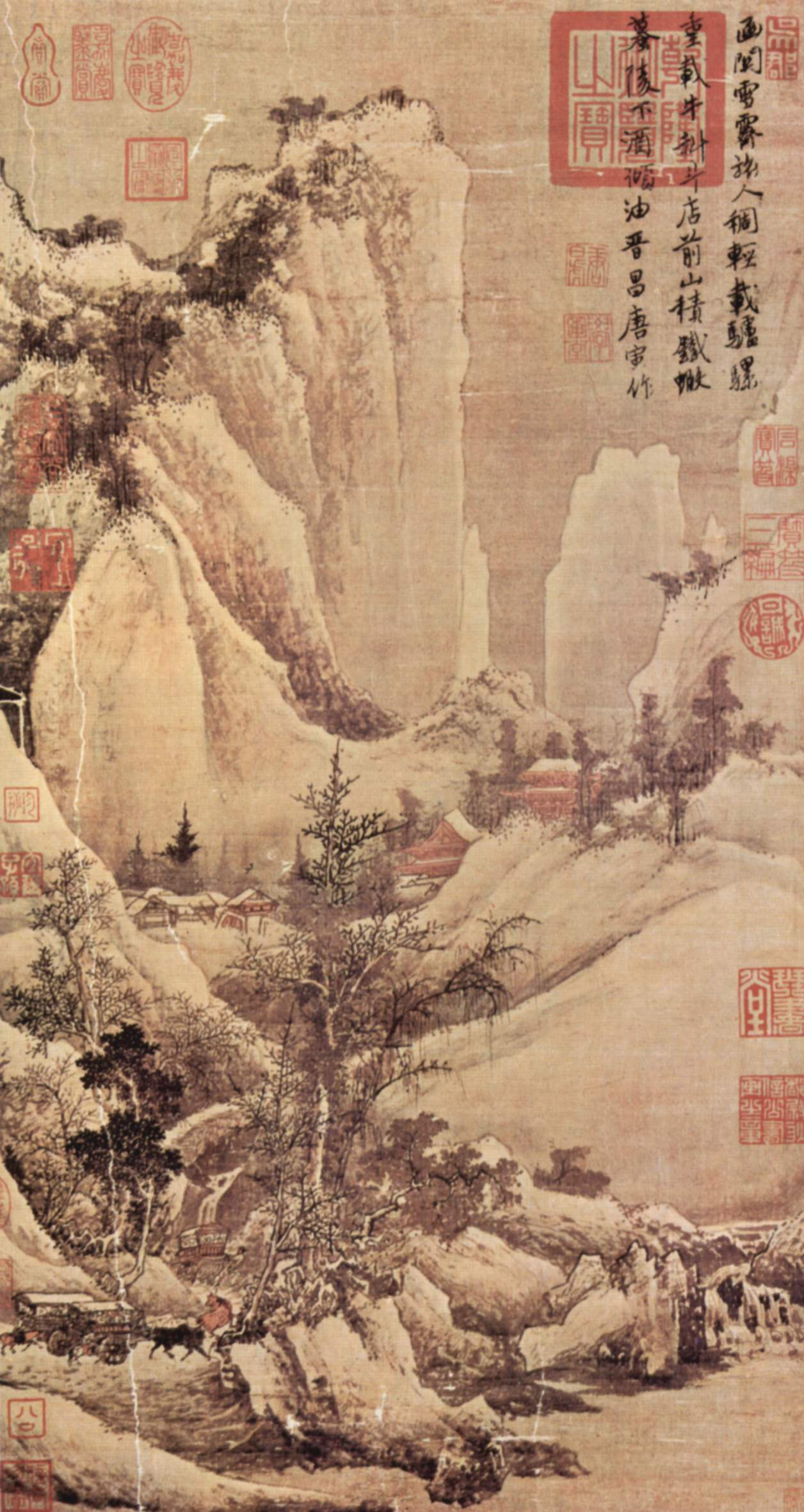
明／唐寅／函關雪霽

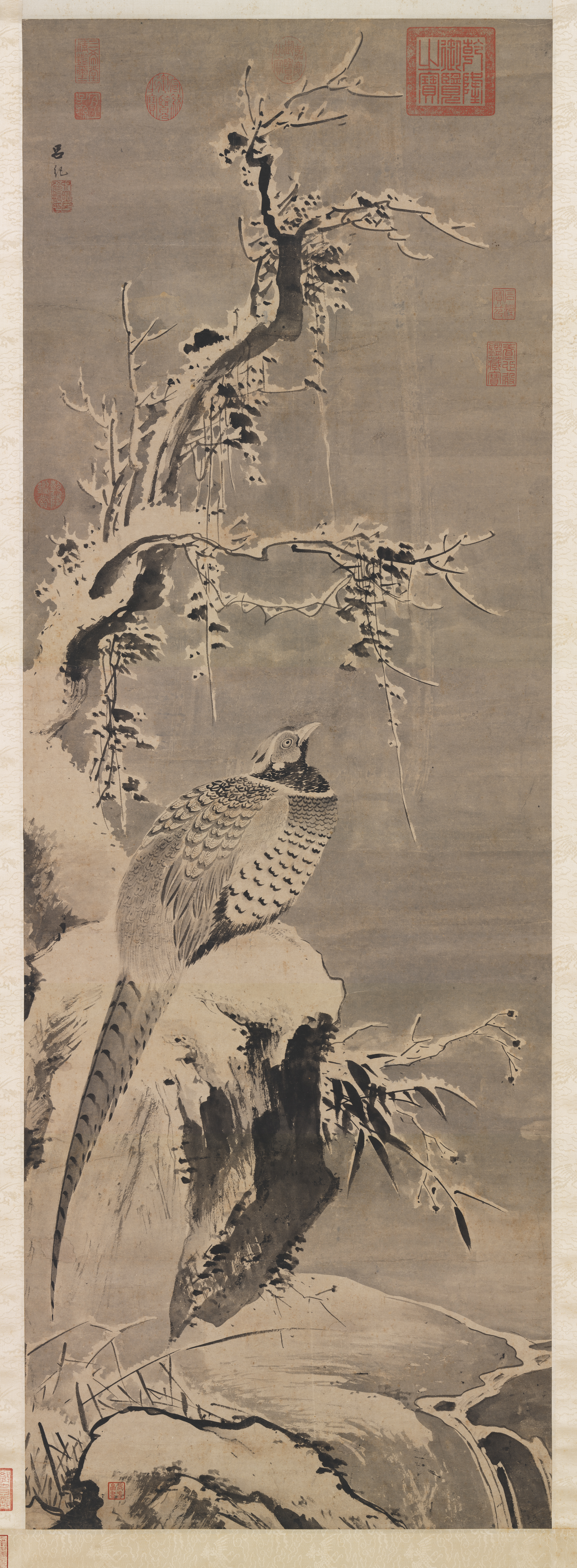
明／呂紀／寒雪山雞圖

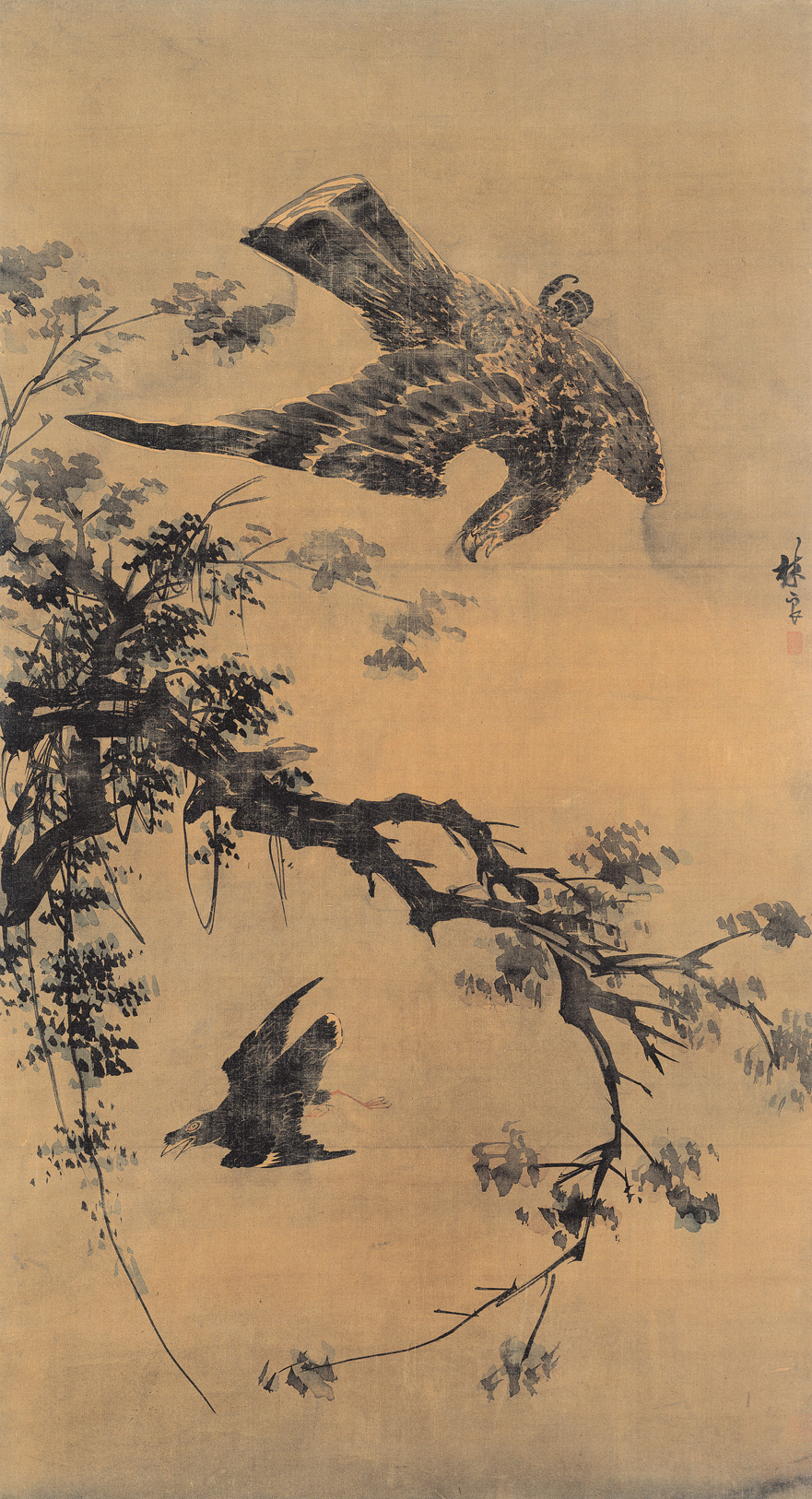
明／林良／秋鷹

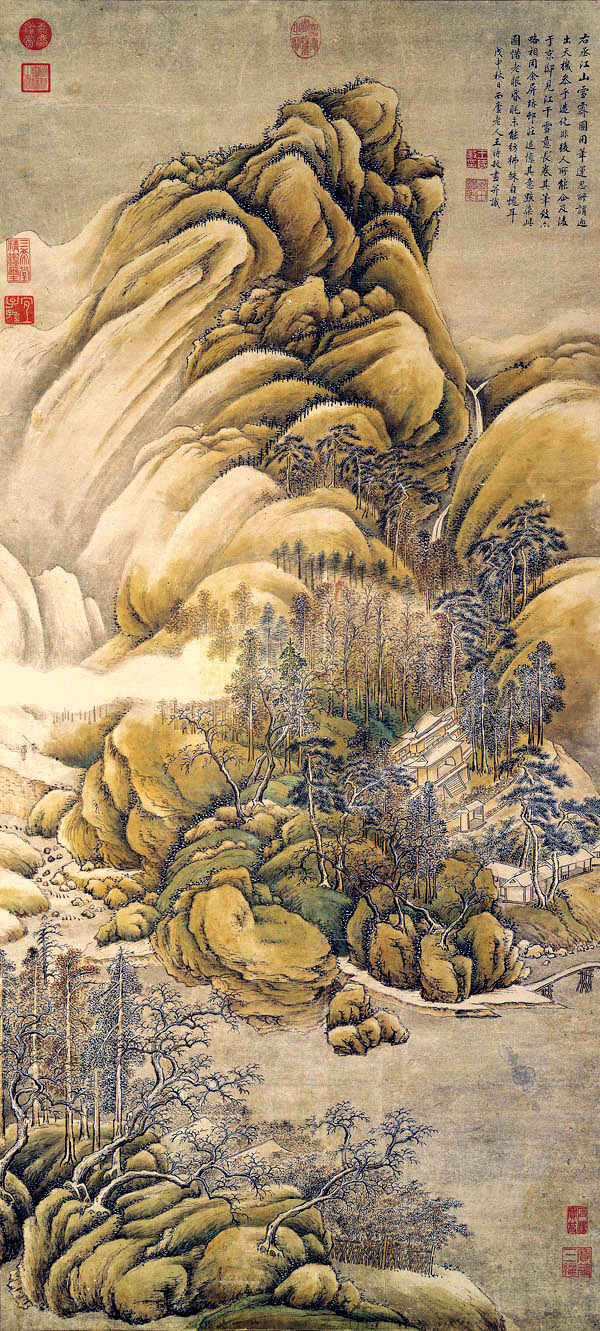
清／王時敏／倣王維江山雪霽

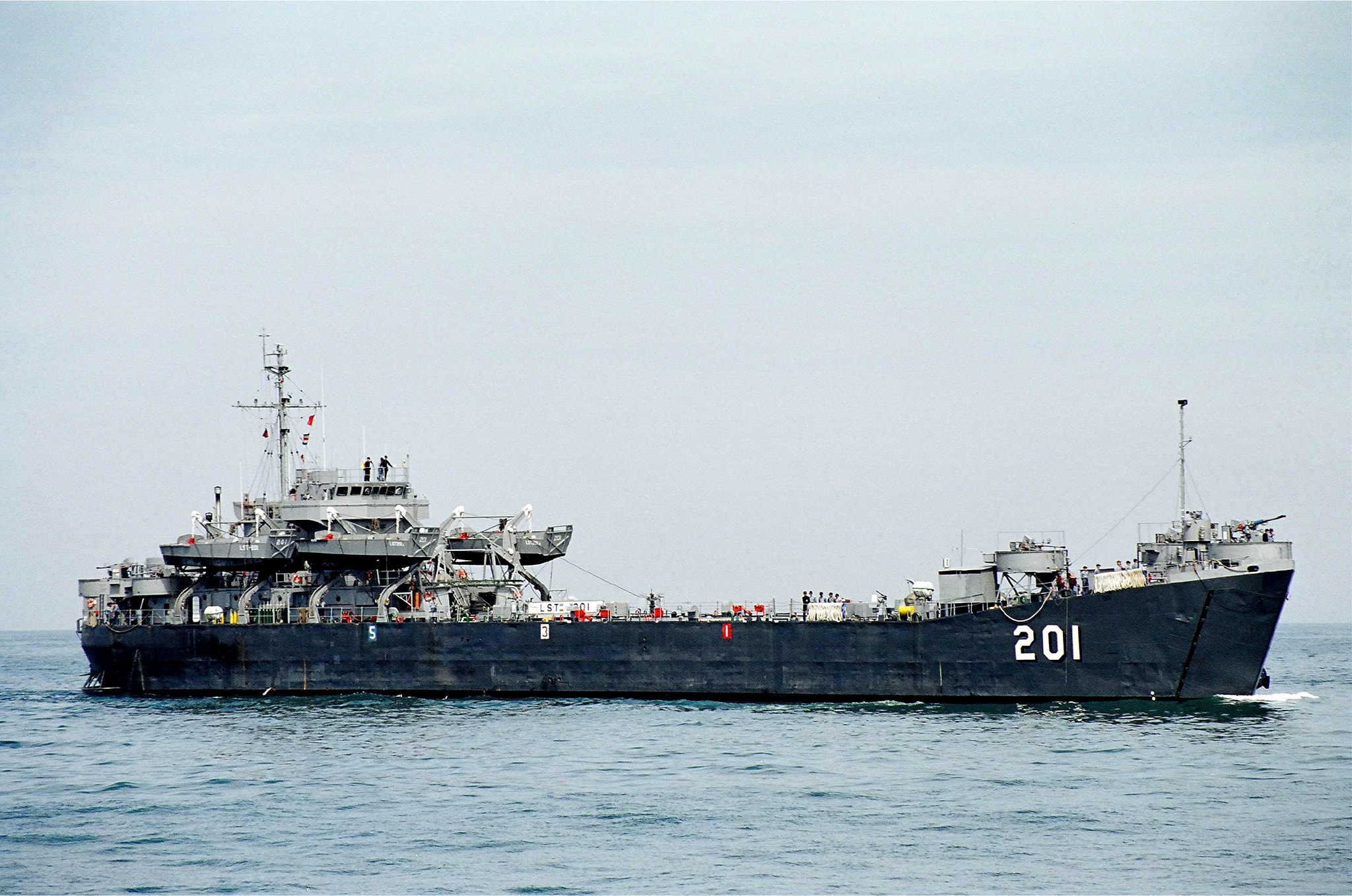
中海級中海號戰車登陸艦

| #   | 資產名稱                                                     | 保管機關                 |
| --- | ------------------------------------------------------------ | ------------------------ |
| 1   | 沙鹿鎮南勢坑遺址文化層斷面（灰坑剝取物）                     | 臺中市政府               |
| 2   | 白守蓮岩棺                                                   | 台東縣政府文化暨觀光處   |
| 3   | 帶卜辭龜腹甲                                                 | 中研院歷史語言研究所     |
| 4   | 填硃卜辭龜腹甲                                               | 中研院歷史語言研究所     |
| 5   | 刻劃獸骨殘片                                                 | 中研院歷史語言研究所     |
| 6   | 帶卜辭龜腹甲                                                 | 中研院歷史語言研究所     |
| 7   | 填硃卜辭獸骨                                                 | 中研院歷史語言研究所     |
| 8   | 帶卜辭獸骨                                                   | 中研院歷史語言研究所     |
| 9   | 帶刻辭鹿頭骨                                                 | 中研院歷史語言研究所     |
| 10  | 帶卜辭龜腹甲                                                 | 中研院歷史語言研究所     |
| 11  | 帶硃書龜背甲                                                 | 中研院歷史語言研究所     |
| 12  | 帶卜辭龜腹甲                                                 | 中研院歷史語言研究所     |
| 13  | 帶卜辭龜腹甲                                                 | 中研院歷史語言研究所     |
| 14  | 帶卜辭龜腹甲                                                 | 中研院歷史語言研究所     |
| 15  | 帶卜辭穿孔改製龜背甲                                         | 中研院歷史語言研究所     |
| 16  | 帶卜辭穿孔改製龜背甲                                         | 中研院歷史語言研究所     |
| 17  | 帶卜辭龜腹甲                                                 | 中研院歷史語言研究所     |
| 18  | 帶硃書卜辭龜腹甲                                             | 中研院歷史語言研究所     |
| 19  | 帶卜辭龜腹甲                                                 | 中研院歷史語言研究所     |
| 20  | 元康五年詔書                                                 | 中研院歷史語言研究所     |
| 21  | 彭因張子春致子侯書信                                         | 中研院歷史語言研究所     |
| 22  | 永光二年予候長鄭赦寧冊                                       | 中研院歷史語言研究所     |
| 23  | 刻辭箭桿                                                     | 中研院歷史語言研究所     |
| 24  | 刻辭箭桿                                                     | 中研院歷史語言研究所     |
| 25  | 刻辭箭桿                                                     | 中研院歷史語言研究所     |
| 26  | 刻辭箭桿                                                     | 中研院歷史語言研究所     |
| 27  | 毛筆                                                         | 中研院歷史語言研究所     |
| 28  | 帛書殘件                                                     | 中研院歷史語言研究所     |
| 29  | 無款／虎溪三笑圖（藝林集玉 冊 01）                           | 國立故宮博物院           |
| 30  | 元／王冕／南枝春早 軸                                        | 國立故宮博物院           |
| 31  | 明／王紱／畫山亭文會圖 軸                                    | 國立故宮博物院           |
| 32  | 明宣宗／戲猿圖 軸                                            | 國立故宮博物院           |
| 33  | 明／董其昌／書杜甫謁玄元皇帝廟詩 軸                          | 國立故宮博物院           |
| 34  | 清／鄭簠／隸書 軸                                            | 國立故宮博物院           |
| 35  | 打狗汛地碑                                                   | 高雄市立歷史博物館       |
| 36  | 清代新港社番婦王覽莫等立典契（新港文書）                     | 高雄市立歷史博物館       |
| 37  | 黃清埕／頭像                                                 | 高雄市立美術館           |
| 38  | 觚                                                           | 中研院歷史語言研究所     |
| 39  | 爵                                                           | 中研院歷史語言研究所     |
| 40  | 斝                                                           | 中研院歷史語言研究所     |
| 41  | 銅鏡                                                         | 中研院歷史語言研究所     |
| 42  | 金泡                                                         | 中研院歷史語言研究所     |
| 43  | 橋形金片飾                                                   | 中研院歷史語言研究所     |
| 44  | 溫鼎                                                         | 中研院歷史語言研究所     |
| 45  | 嵌綠松石弓形器                                               | 中研院歷史語言研究所     |
| 46  | 嵌綠松石輈頭飾                                               | 中研院歷史語言研究所     |
| 47  | 右勺                                                         | 中研院歷史語言研究所     |
| 48  | 羊頭方卣                                                     | 中研院歷史語言研究所     |
| 49  | 銅鐓                                                         | 中研院歷史語言研究所     |
| 50  | 頭盔                                                         | 中研院歷史語言研究所     |
| 51  | 衡端飾                                                       | 中研院歷史語言研究所     |
| 52  | 輈頭飾                                                       | 中研院歷史語言研究所     |
| 53  | 玄夫戈                                                       | 中研院歷史語言研究所     |
| 54  | 周王戈                                                       | 中研院歷史語言研究所     |
| 55  | 波帶紋列鼎                                                   | 中研院歷史語言研究所     |
| 56  | 銅耙                                                         | 中研院歷史語言研究所     |
| 57  | 人面甲飾                                                     | 中研院歷史語言研究所     |
| 58  | 邊卣                                                         | 中研院歷史語言研究所     |
| 59  | 陸尊                                                         | 中研院歷史語言研究所     |
| 60  | 駱駝刀                                                       | 中研院歷史語言研究所     |
| 61  | 龍紋鋤形器                                                   | 中研院歷史語言研究所     |
| 62  | 包金銅泡                                                     | 中研院歷史語言研究所     |
| 63  | 獸面紋列壺組（1組3件）                                       | 中研院歷史語言研究所     |
| 64  | 觚                                                           | 中研院歷史語言研究所     |
| 65  | 頭盔                                                         | 中研院歷史語言研究所     |
| 66  | 輈頭飾                                                       | 中研院歷史語言研究所     |
| 67  | 銅鐃組（1組4件）                                             | 中研院歷史語言研究所     |
| 68  | 中柱旋龍盂組（1組2件）                                       | 中研院歷史語言研究所     |
| 69  | 獸頭刀組（1組3件）                                           | 中研院歷史語言研究所     |
| 70  | 銅鏟組（1組2件）                                             | 中研院歷史語言研究所     |
| 71  | 鑲嵌綠松石軛首飾組（1組2件）                                 | 中研院歷史語言研究所     |
| 72  | 六瓣華蓋立鳥圓壺組（1組2件）                                 | 中研院歷史語言研究所     |
| 73  | 鎏金獸面組（1组2件）                                         | 中研院歷史語言研究所     |
| 74  | 車輪飾組（1組2件）                                           | 中研院歷史語言研究所     |
| 75  | 蟠螭紋編鎛組（1組5件）                                       | 中研院歷史語言研究所     |
| 76  | 散虺紋編鎛組（1組9件）                                       | 中研院歷史語言研究所     |
| 77  | 帶蓋白陶罐                                                   | 中研院歷史語言研究所     |
| 78  | 花骨器                                                       | 中研院歷史語言研究所     |
| 79  | 鴞形玉佩                                                     | 中研院歷史語言研究所     |
| 80  | 跪坐人形玉璜                                                 | 中研院歷史語言研究所     |
| 81  | 雙梟形玉飾                                                   | 中研院歷史語言研究所     |
| 82  | 雙龍形玉臂飾                                                 | 中研院歷史語言研究所     |
| 83  | 玉琮                                                         | 中研院歷史語言研究所     |
| 84  | 石磬                                                         | 中研院歷史語言研究所     |
| 85  | 玉頭冠飾                                                     | 中研院歷史語言研究所     |
| 86  | 立鳥玉笄                                                     | 中研院歷史語言研究所     |
| 87  | 人頭形笄首玉笄                                               | 中研院歷史語言研究所     |
| 88  | 石門臼                                                       | 中研院歷史語言研究所     |
| 89  | 花骨柶                                                       | 中研院歷史語言研究所     |
| 90  | 四龍二鳳玉珮                                                 | 中研院歷史語言研究所     |
| 91  | 石俎                                                         | 中研院歷史語言研究所     |
| 92  | 石龍石牛石虎（1組6件）                                       | 中研院歷史語言研究所     |
| 93  | 玉策飾組（1組2件）                                           | 中研院歷史語言研究所     |
| 94  | 黃土水／釋迦出山像                                           | 台北市立美術館           |
| 95  | 侈口縮頸單把折肩束腰圈足罐                                   | 中研院歷史語言研究所     |
| 96  | 侈口縮頸圓腹凹底罐                                           | 中研院歷史語言研究所     |
| 97  | 侈口縮頸圓腹凹底罐                                           | 中研院歷史語言研究所     |
| 98  | 侈口縮頸圓腹圈足瓶                                           | 中研院歷史語言研究所     |
| 99  | 青銅箭頭                                                     | 中研院歷史語言研究所     |
| 100 | 青銅刀柄                                                     | 中研院歷史語言研究所     |
| 101 | 青銅刀柄                                                     | 中研院歷史語言研究所     |
| 102 | 銅牌                                                         | 中研院歷史語言研究所     |
| 103 | 玻璃環                                                       | 中研院歷史語言研究所     |
| 104 | 玻璃環                                                       | 中研院歷史語言研究所     |
| 105 | 玻璃玦形耳飾                                                 | 中研院歷史語言研究所     |
| 106 | 玻璃玦形耳飾                                                 | 中研院歷史語言研究所     |
| 107 | 國民革命軍總司令旗                                           | 國防部史政編譯室         |
| 108 | 國民革命軍總司令印                                           | 國防部史政編譯室         |
| 109 | 國民革命軍總司令行營之印                                     | 國防部史政編譯室         |
| 110 | 陸海空軍總司令旗                                             | 國防部史政編譯室         |
| 111 | 陸海空軍總司令印                                             | 國防部史政編譯室         |
| 112 | 陸海空軍總司令徐州行營印                                     | 國防部史政編譯室         |
| 113 | 蔣中正黃埔佩劍                                               | 國防部史政編譯室         |
| 114 | 蔣中正指揮刀                                                 | 國防部史政編譯室         |
| 115 | 蔣中正五星披風                                               | 國防部史政編譯室         |
| 116 | 蔣中正統帥權杖                                               | 國防部史政編譯室         |
| 117 | 岡村寧次五獅刀                                               | 國防部史政編譯室         |
| 118 | 徐澍「臺灣番社圖」                                           | 國立臺灣博物館           |
| 119 | 康熙臺灣輿圖摹本                                             | 國立臺灣博物館           |
| 120 | 康熙臺灣輿圖抄本                                             | 國立臺灣博物館           |
| 121 | 明治28年（1895）台北及大稻埕、艋舺略圖                       | 國立臺灣博物館           |
| 122 | 道光8年（1828）蛤美蘭社招墾永耕合約字                        | 國立臺灣博物館           |
| 123 | 光緒10年（1884）台灣道台劉璈出示「法人棄好背盟無端挑衅」曉諭 | 國立臺灣博物館           |
| 124 | 劉永福激勵抗日諭告文（1895年）                               | 國立臺灣博物館           |
| 125 | 平埔族風俗圖                                                 | 國立臺灣博物館           |
| 126 | 牡丹社事件蕃社歸順保護旗（1874年）                           | 國立臺灣博物館           |
| 127 | 抗日軍之軍令督陣旗（1895年）                                 | 國立臺灣博物館           |
| 128 | 青花一束蓮大盤                                               | 國立歷史博物館           |
| 129 | 青白釉觀音像暨佛龕                                           | 國立歷史博物館           |
| 130 | 青花花鳥八角盒                                               | 國立歷史博物館           |
| 131 | 萬曆青花雙龍暖壽罈                                           | 國立歷史博物館           |
| 132 | 三彩駱駝俑                                                   | 國立歷史博物館           |
| 133 | 三彩馬                                                       | 國立歷史博物館           |
| 134 | 三彩天王神像                                                 | 國立歷史博物館           |
| 135 | 三彩加藍人面鎮墓獸                                           | 國立歷史博物館           |
| 136 | 三彩文官俑                                                   | 國立歷史博物館           |
| 137 | 辛店文化雙鉤紋雙耳壺                                         | 國立歷史博物館           |
| 138 | 茶末釉藍白斑腰鼓                                             | 國立歷史博物館           |
| 139 | 綠釉水注                                                     | 國立歷史博物館           |
| 140 | 三彩天王神像-2                                               | 國立歷史博物館           |
| 141 | 三彩武俑                                                     | 國立歷史博物館           |
| 142 | 白釉雙龍尊                                                   | 國立歷史博物館           |
| 143 | 瓏                                                           | 國立歷史博物館           |
| 144 | 玦                                                           | 國立歷史博物館           |
| 145 | 珩（璜）                                                     | 國立歷史博物館           |
| 146 | 螭鈕鎛鐘                                                     | 國立歷史博物館           |
| 147 | 雲龍罍                                                       | 國立歷史博物館           |
| 148 | 虎形尊                                                       | 國立歷史博物館           |
| 149 | 鸞紋戈                                                       | 國立歷史博物館           |
| 150 | 蟠螭紋鼎                                                     | 國立歷史博物館           |
| 151 | 塡漆蟠螭紋蓋豆                                               | 國立歷史博物館           |
| 152 | 新莽大泉五十銅笵                                             | 國立歷史博物館           |
| 153 | 宋／李唐／文姬歸漢圖 冊                                      | 國立故宮博物院           |
| 154 | 宋高宗／書七言律詩（宋元寶翰 冊01）                          | 國立故宮博物院           |
| 155 | 宋人／書畫孝經 冊                                            | 國立故宮博物院           |
| 156 | 宋／朱熹／尺牘 冊                                            | 國立故宮博物院           |
| 157 | 元／真德秀／致周卿學士尺牘（宋元寶翰 冊09）                  | 國立故宮博物院           |
| 158 | 宋／陳與義／詠水仙花詩（宋賢書翰 冊20）                      | 國立故宮博物院           |
| 159 | 宋／王十朋／書劄子（宋人法書三 冊20）                        | 國立故宮博物院           |
| 160 | 宋／陸游／書尺牘（宋諸名家墨寶 冊19）                        | 國立故宮博物院           |
| 161 | 宋／楊萬里／呈達孝宮使判府中大劄子（宋人法書四 冊13）        | 國立故宮博物院           |
| 162 | 宋／吳琚／致觀使開府相公尺牘（宋賢書翰 冊13）                | 國立故宮博物院           |
| 163 | 宋／樓鑰／呈提舉郎中契丈劄子（宋元寶翰 冊08 二幅之一）       | 國立故宮博物院           |
| 164 | 宋／樓鑰／呈提舉郎中契丈劄子（宋元寶翰 冊08 二幅之二）       | 國立故宮博物院           |
| 165 | 宋／張九成／書尺牘（宋人法書三 冊18）                        | 國立故宮博物院           |
| 166 | 宋／李唐／坐石看雲（藝苑藏真上 冊10）                        | 國立故宮博物院           |
| 167 | 宋人／秋溪待渡圖（藝林集玉 冊02）                            | 國立故宮博物院           |
| 168 | 宋人／松岫漁村（集古名繪 冊04）                              | 國立故宮博物院           |
| 169 | 宋人／遠水揚帆（歷代名人圖繪 冊05）                          | 國立故宮博物院           |
| 170 | 宋／馬麟／暮雪寒禽（名畫集珍 冊08）                          | 國立故宮博物院           |
| 171 | 宋／李安忠／野菊秋鶉（名繪集珍 冊10）                        | 國立故宮博物院           |
| 172 | 宋／林椿／杏花春鳥（宋人合璧畫 冊06）                        | 國立故宮博物院           |
| 173 | 五代後蜀／黃筌／蘋婆山鳥（藝苑藏真上 冊03）                  | 國立故宮博物院           |
| 174 | 宋／惠崇／秋野盤雕（藝苑藏真下 冊09）                        | 國立故宮博物院           |
| 175 | 五代後蜀／黃筌／雪竹文禽（名繪集珍 冊07）                    | 國立故宮博物院           |
| 176 | 宋／黃居寀／竹石錦鳩（名繪集珍 冊08）                        | 國立故宮博物院           |
| 177 | 宋人／乳鴨（歷代畫幅集 冊07）                                | 國立故宮博物院           |
| 178 | 宋／李迪／秋卉草蟲（宋元集繪 冊14）                          | 國立故宮博物院           |
| 179 | 宋／吳炳／嘉禾草蟲（名繪集珍 冊11）                          | 國立故宮博物院           |
| 180 | 宋／韓祐／螽斯綿瓞（宋元集繪 冊13）                          | 國立故宮博物院           |
| 181 | 宋／朱敦儒／書尺牘（宋人法書三 冊14）                        | 國立故宮博物院           |
| 182 | 宋／蔣璨／書詩帖（宋人法書四 冊02）                          | 國立故宮博物院           |
| 183 | 宋／張孝祥／書尺牘（宋元寶翰 冊04）                          | 國立故宮博物院           |
| 184 | 宋／范成大／書尺牘（宋諸名家墨寶 冊18）                      | 國立故宮博物院           |
| 185 | 宋／張即之／致殿元學士尺牘（宋人法書四 冊16）                | 國立故宮博物院           |
| 186 | 宋／揚旡咎／書尺牘（宋賢書翰 冊15）                          | 國立故宮博物院           |
| 187 | 宋／虞允文／書劄子（宋人法書三 冊12）                        | 國立故宮博物院           |
| 188 | 宋／范成大／致養正監廟奉議尺牘（宋元寶翰 冊05）              | 國立故宮博物院           |
| 189 | 宋／洪咨夔／致舟公堂頭禪師尺牘（宋人法書四 冊04）            | 國立故宮博物院           |
| 190 | 宋人／荷亭銷夏（名繪集珍 冊05）                              | 國立故宮博物院           |
| 191 | 宋／李嵩／天中水戲（煙雲集繪第三冊 冊11）                    | 國立故宮博物院           |
| 192 | 宋人／柳塘釣隱（歷代畫幅集冊 冊12）                          | 國立故宮博物院           |
| 193 | 宋／趙伯驌／風檐展卷（藝苑藏真上 冊08）                      | 國立故宮博物院           |
| 194 | 宋／馬遠／松風樓觀（唐宋名繢 冊08）                          | 國立故宮博物院           |
| 195 | 明／唐寅／高士圖 卷                                          | 國立故宮博物院           |
| 196 | 元／黃公望／富春山居圖 卷（子明卷）                          | 國立故宮博物院           |
| 197 | 元人／法書 冊（10開計11幅）                                  | 國立故宮博物院           |
| 198 | 元明人／詞翰 卷                                              | 國立故宮博物院           |
| 199 | 元人／春山圖 軸                                              | 國立故宮博物院           |
| 200 | 元／倪瓚／松林亭子圖 軸                                      | 國立故宮博物院           |
| 201 | 斜口筒形玉器                                                 | 國立自然科學博物館       |
| 202 | 石製茶具組                                                   | 國立自然科學博物館       |
| 203 | 「臺灣關地界」碑                                             | 財政部關稅總局           |
| 204 | 明／沈周／畫山水 軸                                          | 國立故宮博物院           |
| 205 | 明／董其昌／倣宋元人縮本畫及跋 冊                            | 國立故宮博物院           |
| 206 | 清／王時敏／倣黃公望山水 軸                                  | 國立故宮博物院           |
| 207 | 宋／李唐／仙巖釆藥（名繪集珍 冊12）                          | 國立故宮博物院           |
| 208 | 無款／陶弘景像（宋元集繪 冊07）                              | 國立故宮博物院           |
| 209 | 明／仇英／仙山樓閣圖 軸                                      | 國立故宮博物院           |
| 210 | 明／文嘉／畫瀛洲仙侶 軸                                      | 國立故宮博物院           |
| 211 | 明／文伯仁／丹臺春曉圖 卷                                    | 國立故宮博物院           |
| 212 | 臺灣通史初版定稿殘本                                         | 國立歷史博物館           |
| 213 | 甘國寶／虎                                                   | 國立歷史博物館           |
| 214 | 溪山無盡圖 卷                                                | 國立歷史博物館           |
| 215 | 天王像                                                       | 國立歷史博物館           |
| 216 | 無量壽佛大藏畫6911                                           | 國立歷史博物館           |
| 217 | 無量壽佛大藏畫6912                                           | 國立歷史博物館           |
| 218 | 動物面紋玉飾                                                 | 國立歷史博物館           |
| 219 | 雕花石槽                                                     | 國立歷史博物館           |
| 220 | 大南式祖先雕刻屋柱                                           | 國立臺灣博物館           |
| 221 | 明／錢穀／白嶽遊圖 冊                                        | 國立故宮博物院           |
| 222 | 淳化祖帖（四） 冊                                            | 國立故宮博物院           |
| 223 | 元／俞和／篆隸千文 冊                                        | 國立故宮博物院           |
| 224 | 明／宋克／書公讌詩 軸                                        | 國立故宮博物院           |
| 225 | 明／沈度／隸書歸去來辭 軸                                    | 國立故宮博物院           |
| 226 | 明／沈粲／書古詩 軸                                          | 國立故宮博物院           |
| 227 | 明／文徵明／自書七言律詩 卷                                  | 國立故宮博物院           |
| 228 | 明／董其昌／臨蘇軾黃庭堅帖 卷                                | 國立故宮博物院           |
| 229 | 宋／李成／寒江釣艇 軸                                        | 國立故宮博物院           |
| 230 | 宋／郭熙／秋山行旅圖 軸                                      | 國立故宮博物院           |
| 231 | 宋／夏圭／山水 軸                                            | 國立故宮博物院           |
| 232 | 宋人／竹石鳩子圖 軸                                          | 國立故宮博物院           |
| 233 | 元／唐棣／倣郭熙秋山行旅 軸                                  | 國立故宮博物院           |
| 234 | 宋／法常／寫生 卷                                            | 國立故宮博物院           |
| 235 | 明／仇英／東林圖 卷                                          | 國立故宮博物院           |
| 236 | 明／陳洪綬／雜畫 冊                                          | 國立故宮博物院           |
| 237 | 元／王蒙／花溪漁隱 軸                                        | 國立故宮博物院           |
| 238 | 元／倪瓚／江亭山色 軸                                        | 國立故宮博物院           |
| 239 | 明／戴進／風雨歸舟 軸                                        | 國立故宮博物院           |
| 240 | 明／沈周／策杖圖 軸                                          | 國立故宮博物院           |
| 241 | 明／唐寅／函關雪霽 軸                                        | 國立故宮博物院           |
| 242 | 明／文徵明／千巖競秀 軸                                      | 國立故宮博物院           |
| 243 | 清／王時敏／倣王維江山雪霽 軸                                | 國立故宮博物院           |
| 244 | 明／孫龍／寫生 冊                                            | 國立故宮博物院           |
| 245 | 明／陳璧／書五言古詩 軸                                      | 國立故宮博物院           |
| 246 | 唐／李思訓／江帆樓閣 軸                                      | 國立故宮博物院           |
| 247 | 五代南唐／李坡／風竹 軸                                      | 國立故宮博物院           |
| 248 | 宋／崔白／竹鷗圖 軸                                          | 國立故宮博物院           |
| 249 | 宋人／山花墨兔 軸                                            | 國立故宮博物院           |
| 250 | 宋／李公麟／免冑圖 卷                                        | 國立故宮博物院           |
| 251 | 宋／錢選／煙江待渡圖 卷                                      | 國立故宮博物院           |
| 252 | 元／盛懋／江楓秋艇 卷                                        | 國立故宮博物院           |
| 253 | 清／吳歷／雲白山青圖 卷                                      | 國立故宮博物院           |
| 254 | 唐／顏真卿／麻姑仙壇記 卷                                    | 國立故宮博物院           |
| 255 | 唐／褚遂良／書倪寬傳贊 卷                                    | 國立故宮博物院           |
| 256 | 明／沈粲／書應制詩 軸                                        | 國立故宮博物院           |
| 257 | 明／文彭／草書唐王勃滕王閣序（元明書翰第二十三冊）           | 國立故宮博物院           |
| 258 | 明／董其昌／書栖真志 卷                                      | 國立故宮博物院           |
| 259 | 五代南唐／巨然／秋山問道圖 軸                                | 國立故宮博物院           |
| 260 | 五代後蜀／丘文播／文會圖 軸                                  | 國立故宮博物院           |
| 261 | 元／高克恭／畫春山晴雨 軸                                    | 國立故宮博物院           |
| 262 | 唐／盧鴻／草堂十志圖 卷                                      | 國立故宮博物院           |
| 263 | 元／倪瓚／江岸望山圖 軸                                      | 國立故宮博物院           |
| 264 | 元／馬琬／喬岫幽居 軸                                        | 國立故宮博物院           |
| 265 | 明／戴進／春遊晚歸 軸                                        | 國立故宮博物院           |
| 266 | 明／沈周／扁舟詩思圖 軸                                      | 國立故宮博物院           |
| 267 | 明／呂紀／寒雪山雞圖 軸                                      | 國立故宮博物院           |
| 268 | 清／王鑑／倣王蒙秋山圖 軸                                    | 國立故宮博物院           |
| 269 | 清／王原祁／華山秋色 軸                                      | 國立故宮博物院           |
| 270 | 清／惲壽平／畫山水 軸                                        | 國立故宮博物院           |
| 271 | 宋／夏圭／長江萬里圖 卷                                      | 國立故宮博物院           |
| 272 | 明／林良／秋鷹 軸                                            | 國立故宮博物院           |
| 273 | 呂西村隸書四聯屏                                             | 國立歷史博物館           |
| 274 | 題拐子馬圖草書六聯屏                                         | 國立歷史博物館           |
| 275 | 國立歷史博物館建館記草書八聯屏                               | 國立歷史博物館           |
| 276 | 行中書省銀錠                                                 | 國立歷史博物館           |
| 277 | 刑期無刑匾                                                   | 南投縣草屯鎮月眉厝龍德廟 |
| 278 | 陳澄波／淡水風景（淡水）                                     | 國立台灣美術館           |
| 279 | 陳澄波／嘉義遊園地（嘉義公園）                               | 國立台灣美術館           |
| 280 | 林之助／朝涼                                                 | 國立台灣美術館           |
| 281 | 中海級中海號戰車登陸艦                                       | 國防部海軍司令部         |

## 外部連結
- 文化資產查詢，文化部文化資產局
- 故宮書畫典藏資料檢索，國立故宮博物院